# Kühdorf
Kühdorf is een gemeente in de Duitse deelstaat Thüringen, en maakt deel uit van de Landkreis Greiz.
Kühdorf telt 60 inwoners. De gemeente Langenwetzendorf, die Kühdorf geheel omsluit,  is vervullende gemeente voor Kühdorf.